# ولجه بوالبلوط
ولجه بوالبلوط (به عربی: الولجة بوالبلوط) یک شهرداری در الجزایر است که در استان سکیکده واقع شده‌است. ولجه بوالبلوط ۴٬۴۸۸ نفر جمعیت دارد.